# Möhrensuppe

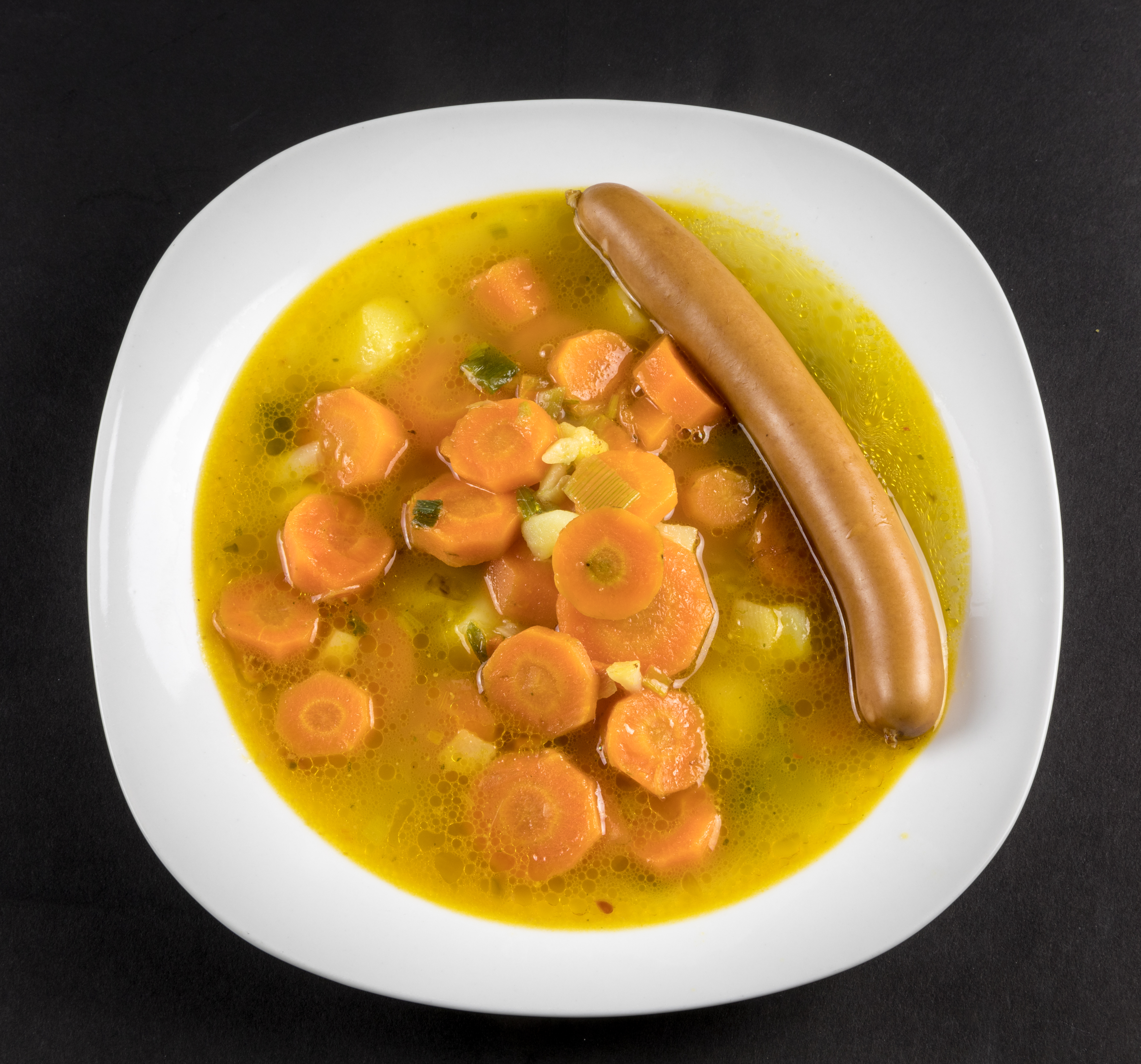
Möhren-Kartoffelsuppe mit Bockwurst

Eine Möhren- oder Karottensuppe ist eine Suppe, deren Hauptbestandteil in einer Brühe gekochte Karotten sind. Verschiedene Arten der Möhrensuppe sind international verbreitet, wobei die Zubereitungen und Zutaten variieren können. Klassische Möhrensuppen können sowohl eine Fleisch- oder Wursteinlage haben wie auch vegetarisch sein.

## Zubereitung und Varianten
Allen Möhrensuppen ist gemeinsam, dass zunächst geschnittene oder gewürfelte Möhren teilweise mit anderen Zutaten wie Kartoffeln, Pastinaken, Hülsenfrüchten wie Linsen oder Kichererbsen sowie Suppengemüse aus Sellerie und Porree in einer Brühe gekocht werden. Die Brühe kann sowohl eine Fleischbrühe, häufig eine Rindfleischbrühe, oder eine Gemüsebrühe sein. Häufig werden die Möhren gemeinsam mit Zwiebeln und anderem Gemüse in Butter angebraten, bevor die Brühe hinzugegeben wird. Je nach Art der Suppe wird Fleisch oder Wurst, in Deutschland häufig geräucherte Mettwurst oder Brühwurst, als Einlage hinzugegeben. Als Würzung werden in der Regel Speisesalz und Pfeffer genutzt, hinzu kommen regionaltypische Kräuter und Gewürze wie Liebstöckel, Kerbel, Koriander und Petersilie sowie Ingwer, Paprika, Curry, Chili, Minze und andere Gewürze. Auch die Zugabe von Orangen oder Orangensaft, Äpfeln, Honig oder anderer süßer Zutaten ist möglich.
Nachdem die Suppe gekocht ist, kann sie entweder brühig mit ganzen Möhren- und Gemüsestücken in der Brühe oder püriert und gesiebt als Cremesuppe serviert werden.

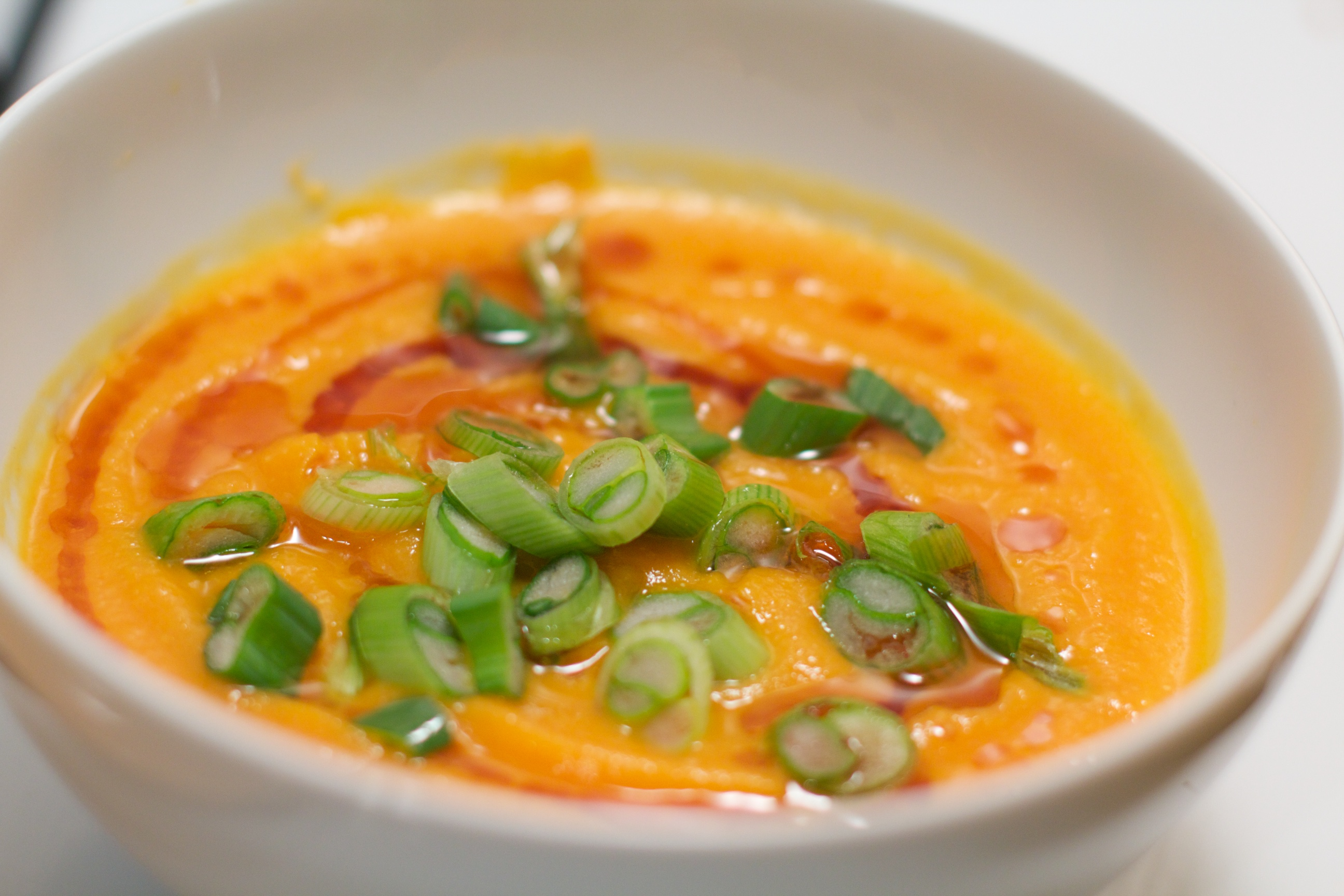
Möhren-Ingwer-Suppe mit Sesamöl
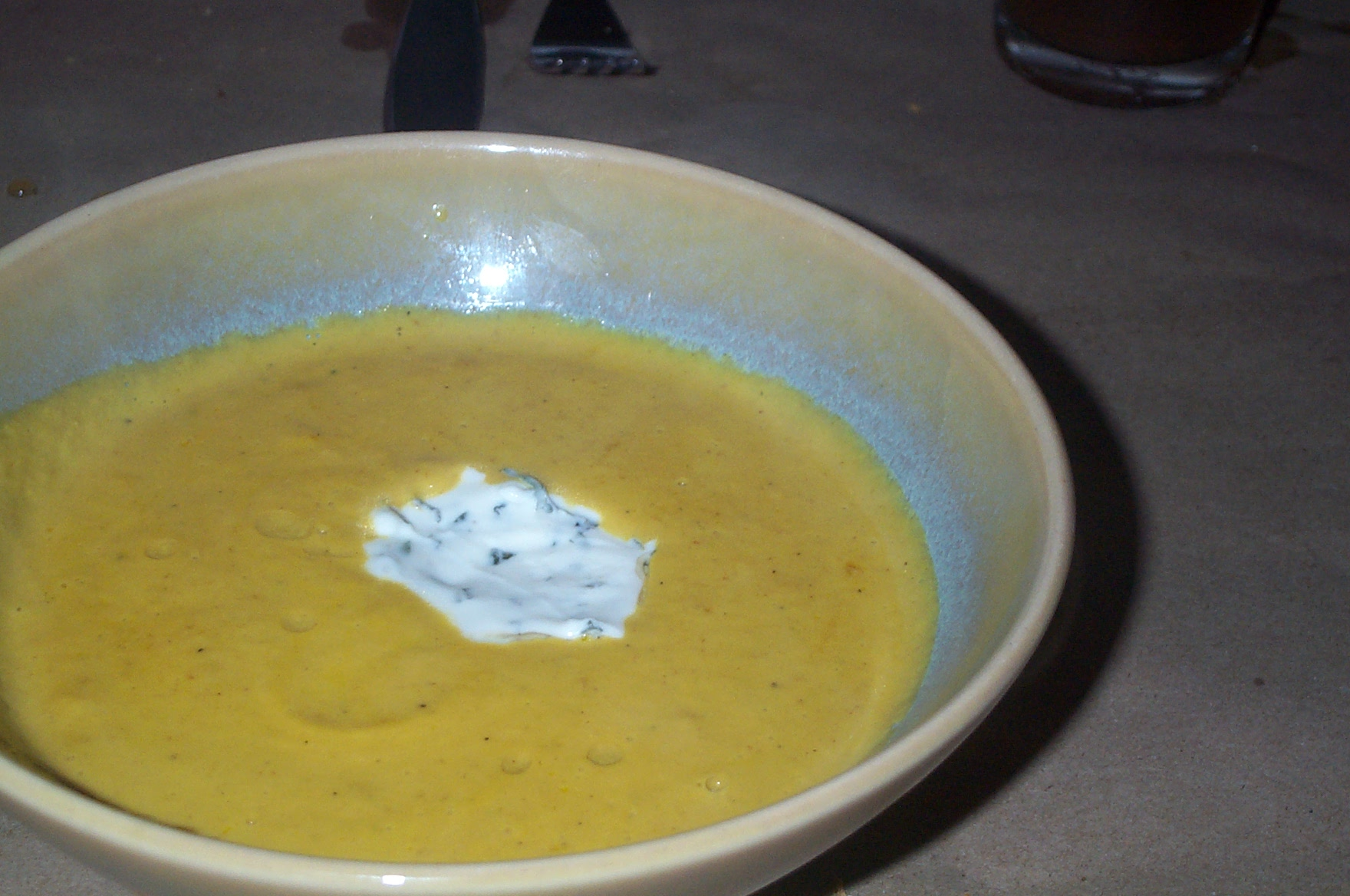
Möhrensuppe mit griechischem Joghurt
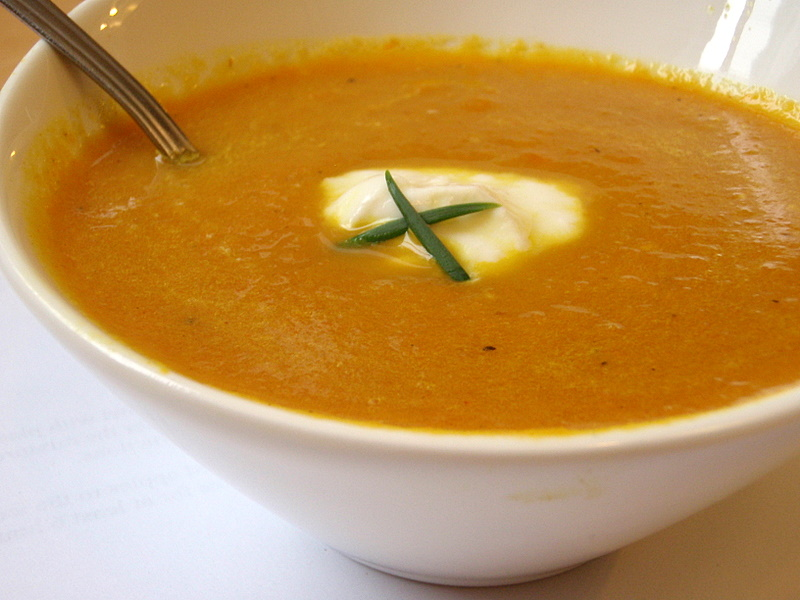
Curry-Möhren-Suppe
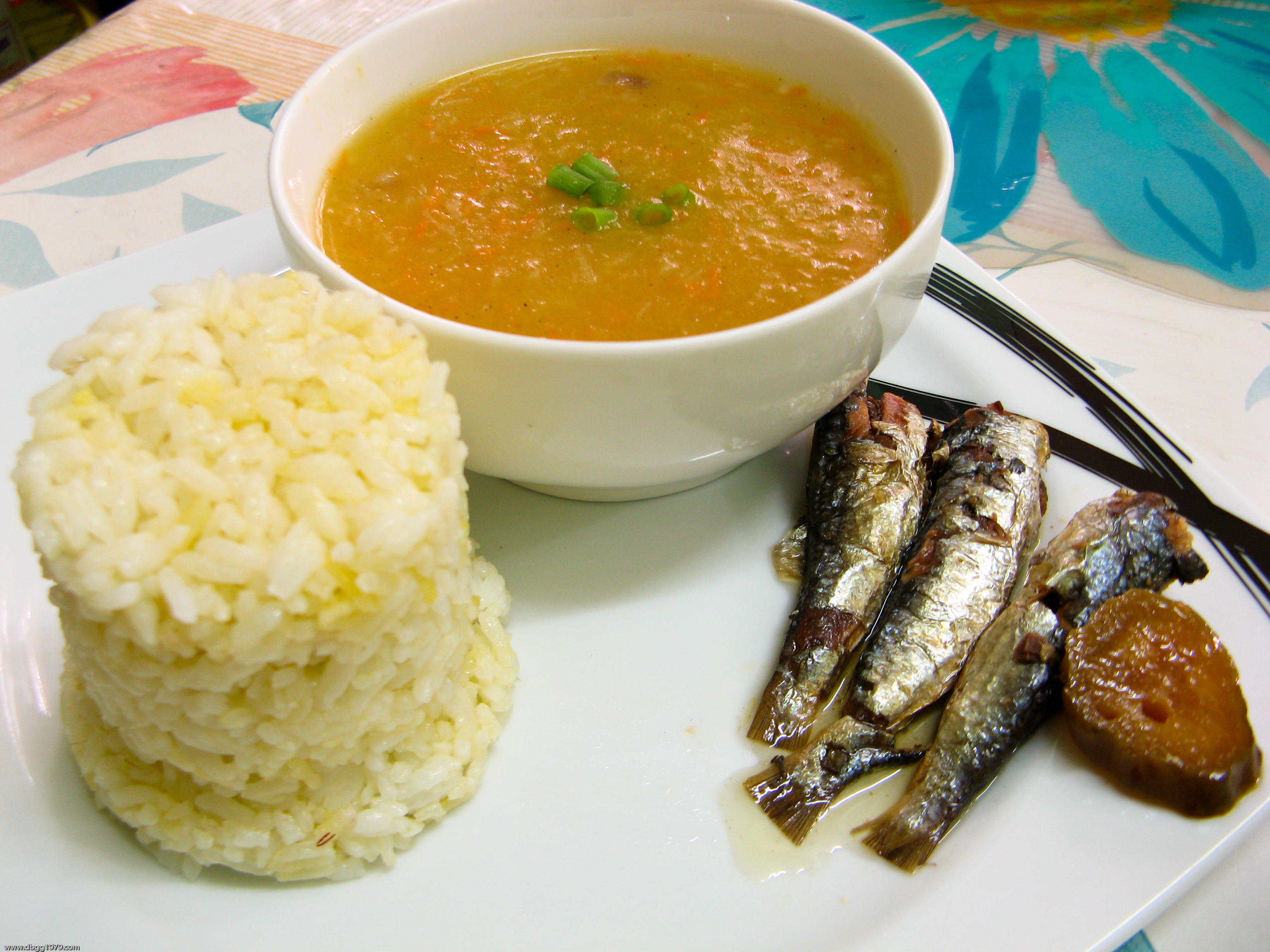
Kartoffel-Möhren-Suppe mit Reis und Sardinen

Möhrensuppen werden häufig als Teil der Ernährung von Säuglingen sowie als Diätküche genutzt. Eine Besonderheit stellt die Morosche Karottensuppe dar, die ausschließlich aus Möhren zubereitet wird, und seit Anfang des 20. Jahrhunderts ähnlich dem Haferbrei als Hausmittel bei Durchfallerkrankungen verabreicht wird.

## Belege
1. ↑  „Möhren-Ingwer-Suppe.“ In: Rose Elliot: Rezepte für fleischlose Tage. Unipart-Verlag, Stuttgart 1989, S. 129, ISBN 3-8122-3363-0.
2. ↑  Link tot wegen Depub